# Buenos Aires (Panamá)
Buenos Aires es uno de los once corregimientos del distrito de Chame de la provincia de Panamá Oeste, República de Panamá. Cuenta con una población de 2.030 habitantes según el censo de 2010. Su actual representante es Luis C. Morales. Está conformado por los siguientes regimientos: Llano Grande, Buenos Aires, Bajo del Río, La Huaca, Buena Vista, San Jóse, La Lagunita.
Cuenta con excelentes rios los cuales son disfrutados en veranos como el que se encuentra en Bajo del Río y uno muy visitado es el que se encuentra en la Huaca, el cual cuenta con un balneario.